# Takayuki Okazaki
Takayuki Okazaki (岡崎高之?, Okazaki Takayuki; Chiba, 28 marzo 1940) è un ex lunghista, triplista e velocista giapponese.

## Palmarès
| Anno | Manifestazione  | Sede     | Evento         | Risultato  | Prestazione | Note        |
| ---- | --------------- | -------- | -------------- | ---------- | ----------- | ----------- |
| 1960 | Giochi olimpici | Roma     | Salto in lungo | Finale     | dns         | [ 1 ] [ 2 ] |
| 1960 | Giochi olimpici | Roma     | 4×100 m        | Semifinale | 42"2        | [ 3 ]       |
| 1961 | Universiadi     | Sofia    | Salto in lungo | Argento    | 7,67 m      |             |
| 1961 | Universiadi     | Sofia    | 4×100 m        | Argento    | 41"30       |             |
| 1962 | Giochi asiatici | Giacarta | Salto in lungo | Oro        | 7,41 m      |             |
| 1962 | Giochi asiatici | Giacarta | 4×100 m        | Argento    | 41"50       |             |
| 1964 | Giochi olimpici | Tokyo    | Salto triplo   | 10º        | 15,90 m     | [ 4 ]       |
| 1966 | Giochi asiatici | Bangkok  | Salto in lungo | Argento    | 7,31 m      |             |